# Уметничка ливница „Пластика” у Београду
Уметничка ливница „Пластика“ налази се у градској општини Стари град, у улици Цариградској 23 у Београду. Уврштена је у споменик културе Србије.

## Историјат
„Пластика“ је једна од најстаријих уметничких ливница у Србији, где је очуван аутентични процес производње. Објекат је изграђен пред Први светски рат, а тада је служио као фабрика сапуна, аутомобилска радионица и након тога као ливница, после Другог светског рата. Због конструктивних и техничко-технолошких могућности и постојања ливачких пећи, наставила је рад као уметничка ливница. Пројекат приземне фабрике сапуна изведен је највероватније према предлошцима из немачких техничких уџбеника. Услед промене производног процеса, након Првог светског рата, изведена је доградња и адаптација фабрике, према пројекту једног од најзначајнијих српских архитеката Милана Антоновића. Тада, за потребе аутомобилске радионоце дограђена је мала ливница са ливачким пећима.
Објекат је грађен у духу индустријских објеката почетком 20. века, а са спољашње стране видљиви су елементи у стилу романтизма. На спољној страни истичу се и лантерне на крову, посебно она изнад топионице. Након Другог светског рата Удружење ликовних уметника Србије у објекту је отворило уметничко-занатску радионицу за потребе ливења и монтирања скулптура под називом Уметничка ливница „Пластика”. За пројекат је био задужен архитекта Н. Ристић у пројектном бироу „План“, током 1953. године.
У Србији се у овој ливници први пут примењивала технологија лива у воску, а осим чланова УЛУС-а, скултпуре су израђивали неки од најзначајнијих југословенских и српских вајара као што су Сретен Стојановић, Лојзе Долинар, Франо Кршинић, Олга Јанчић, Вида Јоцић и многи други. У овој ливници изливени су неки од најзначајнијих споменика и спомен обележја, уметничке скулптуре и бисте, рељефи, плакете, признања и предмети примењени уметности, који чине историју српског вајарства.
Кранови и кранске зграде, пећ и бушилица који се налази у ливници проглашени су за непокретна културна добра Србије.